# Lai ngược dòng

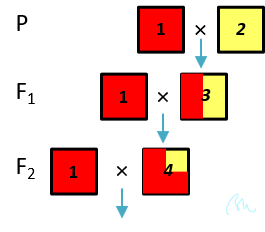
Lai trở lại giúp con lai các đời của thể nhận (2, 3, 4,...) ngày càng mang nhiều ADN tốt của thể cho (1).

Lai trở lại là trường hợp lai giữa con lai với thế hệ trước đã sinh ra nó. Thuật ngữ này trong tiếng Anh là backcrossing (viết tắt là BC), đã được dịch chính thức là "lai trở lại", hoặc đôi khi là "lai ngược". 
- Trường hợp này xảy ra khá phổ biến ở tự nhiên, trong một số loài động vật hoang dã, sống quần tụ theo "gia đình", thường gặp ở lợn và mèo. Ở đây, có thể gặp con đực (F1) lại giao phối với mẹ nó (P), sinh ra F2 - theo cách mô tả nhân hoá - vừa là em, lại vừa là con của nó. Trong chăn nuôi, nhiều người đã gặp hiện tượng này, cũng được xếp vào dạng "giao phối gần" hoặc "giao phối cận huyết".
- Trong nông nghiệp, người ta đã áp dụng kiểu giao phối này ở cả kỹ thuật trồng trọt và chăn nuôi, nhằm tạo ra giống lai có ngày càng nhiều phẩm chất tốt của đời trước. Tuy nhiên, kỹ thuật này thường áp dụng nhiều trong chăn nuôi hơn là trong trồng trọt. Chẳng hạn, ở VIệt Nam, người ta đã nhập con đực thuộc giống lợn Đại Bạch để lai với con cái thuộc giống lợn Ỉ, sinh ra con lai F1. Những lợn nái F1 được chọn lọc sẽ được lai trở lại với lợn bố (lợn Đại Bạch) sinh ra con lai F2. Những lợn nái F2 được chọn lọc sẽ được lai trở lại với "ông", v.v. Kết quả là tạo ra các thế hệ lợn con ngày càng có phẩm chất của giống nhập nội đắt tiền (xem sơ đồ), tận dụng được nguồn gen quý hiếm của "thể cho" (donor), ngay cả khi thể cho đã chết, nếu nó đã được lấy tinh trùng bảo quả đông lạnh. Vì thế đây là một kỹ thuật cải tạo giống địa phương.
- Nếu phép lai trở lại giữa thể nhận (recipient) là vật nuôi với thể cho (donor) là vật hoang dã, thì gọi là Breeding back đã được dịch là lai ngược.

## Đại cương
Khi cá thể đồng hợp tử trội AA cho lai với cá thể đồng hợp tử lặn aa thì thế hệ F2 thu được do F1 tự phối sẽ có 25% AA, 50% Aa, 25% aa. Để phân biệt AA với Aa là hai dạng giống nhau về kiểu hình (phenotip), người ta tiến hành LN chúng với bố mẹ đồng hợp tử lặn aa (cách lai phân tích). Thế hệ con lai từ cách lai AA x aa sẽ giống nhau (Aa), trong khi đó cách lai Aa x aa thì cho ra 50% có kiểu hình trội (Aa) và 50% có kiểu hình lặn (aa). Lai ngược dòng khác với Lai ngược (Breeding back) là một hình thức chọn lọc nhân tạo bằng cách chọn lọc kiểu hình và kiểu gen có chủ ý các loài vật nuôi trong nhà nhằm cố gắng tạo ra một giống vật nuôi có kiểu hình giống với tổ tiên kiểu hoang dã của nó (lại tổ), thường là giống đã tuyệt chủng nhằm mục đích hồi sinh loài.
Phép lai ngược có thể được sử dụng có chủ ý ở động vật để chuyển một tính trạng mong muốn ở động vật có nền tảng di truyền kém hơn sang động vật có nền tảng di truyền tốt hơn. Đặc biệt, trong các thí nghiệm loại trực tiếp gen, trong đó việc loại trực tiếp được thực hiện trên các dòng tế bào gốc dễ nuôi cấy, nhưng được yêu cầu ở động vật có nền tảng di truyền khác, động vật bị loại trực tiếp được lai với động vật có nền di truyền bắt buộc. Ví dụ như trong thí nghiệm trên chuột mỗi khi con chuột có đặc điểm mong muốn (trong trường hợp này là thiếu gen (tức là loại trực tiếp), được biểu thị bằng sự hiện diện của dấu hiệu có thể chọn dương tính) được lai với một con chuột có nền tảng di truyền không đổi, phần trăm trung bình của vật chất di truyền của đời con có nguồn gốc không đổi đó tăng lên.
Kết quả, sau khi nhắc lại đầy đủ, là động vật có đặc điểm mong muốn trong nền di truyền mong muốn, với tỷ lệ vật chất di truyền từ tế bào gốc ban đầu giảm xuống mức tối thiểu (theo thứ tự 0,01%). Do bản chất của meiosis, trong đó các nhiễm sắc thể có nguồn gốc từ cha mẹ được xáo trộn ngẫu nhiên và được gán cho mỗi giao tử con, tỷ lệ vật chất di truyền có được từ một trong hai dòng tế bào sẽ khác nhau giữa các con của một phép lai nhưng sẽ có giá trị mong đợi. Kiểu gen của mỗi thành viên của thế hệ con cái có thể được đánh giá để chọn không chỉ một cá thể mang đặc điểm di truyền mong muốn mà còn cả tỷ lệ phần trăm vật chất di truyền tối thiểu từ dòng tế bào gốc ban đầu. Chủng ngẫu nhiên là dòng lai cận huyết với một trong các nhiễm sắc thể của nó được thay thế bằng nhiễm sắc thể tương đồng của một dòng lai cận huyết khác thông qua một loạt các phép lai.